# طبقة حاكمة

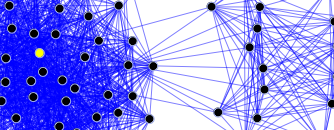

يشير مصطلح الطبقة الحاكمة أو الدولة العميقة إلى طبقة اجتماعية من مجتمع معين، وهي الطبقة التي تقوم بتحديد ووضع السياسة لهذا المجتمع من خلال فرض أن هناك طبقة واحدة معينة في مجتمع ما، ثم تقوم الطبقة بتعيين نفسها على أنها هذه الطبقة.
ففي بعض الأحيان، توجد طبقة حاكمة بقطاع معين من الطبقة الغنية التي تلتزم بظروف محددة تمامًا: فهي تمتلك أكبر ثروة مادية وأكبر نفوذ واسع الانتشار في جميع الطبقات الأخرى، وهي تقرر ممارسة هذه السلطة بفعالية لتشكيل اتجاه المجتمع المحلي أو الدولة و/أو العالم.
لقد ناقش عالم الاجتماع، سي رايت ميلز أن الطبقة الحاكمة تختلف عن النخبة. فالمصطلح الثاني يشير ببساطة إلى مجموعة صغيرة من الأشخاص يتمتعون بمعظم السلطة السياسية. ويشتمل الكثير منهم على السياسيين والمديرين السياسيين المعينين والقادة العسكريين.
وفقًا للنظرة الماركسية للرأسمالية، فإن الطبقة الحاكمة، من الرأسماليين أو البرجوازيين، تتكون من هؤلاء الذين يملكون ويسيطرون على وسائل الإنتاج وبذلك لديهم القدرة على استغلال الطبقة العاملة والسيطرة عليها، وإجبارهم على العمل بما يكفي لإنتاج فائض القيمة وأساسيات الأرباح والفائدة والإيجار (دخل الممتلكات). يمكن استخدام دخل الممتلكات هذا لتراكم قوى أكثر، وذلك لتوسيع سيطرة الطبقة بشكل أكبر. وتمنح القوة الاقتصادية لمثل هذه الطبقة قوة سياسية أكبر، ولذلك دائمًا ما تعكس سياسات الدولة أو الحكومة المزايا الفعلية لهذه الطبقة.
عادةً ما يتم النظر إلى الطبقات الحاكمة بشكل سلبي لأن غالبًا ما يتم اعتبارها تقلل من احترام حقوق الطبقات الأدنى أو لا تهتم بها.

## أمثلة
تسببت الطبقات المشابهة لطبقة الرأسماليين الكبار، وأنماط الإنتاج الآخر في ظهور الطبقات الحاكمة المختلفة: تمثلت هذه الطبقات في القادة الإقطاعيين في ظل الإقطاعية، بينما في ظل العبودية كان مالكو العبيد يمثلون هذه الطبقات. ففي ظل المجتمع الإقطاعي، كان القادة الإقطاعيين يملكون السيطرة على التابعين بسبب سيطرتهم على الإقطاعيين. وذلك منحهم القوة السياسية والعسكرية على الشعب. ففي عهد العبودية، نظرًا لأن الحقوق الكاملة لحياة الأشخاص تنتمي إلى مالك العبيد، فإنهم سيتمكنون من القيام بكل شيء يمكن أن يساعد عملية الإنتاج في المزرعة.
لقد ناقش ماتي دوجان، في دراساته الأخيرة حول النخب في المجتمعات المعاصرة، بأنه بسبب اتسامها بالتعقيد والتغايرية وخصوصًا بسبب الانقسام الاجتماعي للأعمال والمستويات المتعددة من التقسيم الطبقي، فلا توجد ولا يمكن أن توجد طبقة حاكمة متماسكة، وحتى إن وجدت في الماضي أمثلة راسخة عن الطبقات الحاكمة، مثل الطبقات الموجودة بالإمبراطوريات الروسية والدولة العثمانية، وأحدث الأنظمة الشمولية بالقرن العشرين (الشيوعية والفاشية).
يناقش أصحاب نظرية العولمة أنه قد تم اليوم ظهور طبقة الرأسماليين متعددي الجنسيات.

## في الإعلام
توجد العديد من الأمثلة حول أنظمة الطبقة الحاكمة في الأفلام والروايات والبرامج التلفزيونية. إن الفيلم الأمريكي المستقل في عام 2005 الطبقة الحاكمة الأمريكية (The American Ruling Class) الذي ألفه محرر مجلة هاربرز السابق، لويس لافام والذي أخرجه جون كيربي، هو عبارة عن فيلم شبه وثائقي يشرح كيفية بناء الاقتصاد الأمريكي ولصالح من يتم ذلك. وعلى الرغم من كونه فيلمًا أمريكيًا، فإنه يتم تطبيق المبادئ نفسها على العديد من الدول الأخرى أيضًا.
في رواية عالم جديد شجاع (Brave New World) التي كتبها ألدوس هكسلي، تم تقسيم وتصنيف جميع الأشخاص وراثيًا إلى طبقات. ففي الرواية، تعد الطبقة ألفا هي الطبقة الحاكمة لأنها تتولى أكبر المناصب الممكنة وتتحكم في معظم أنحاء العالم. كما يمكن العثور على مثل هذا المثال في رواية جورج أورويل 1984 (Nineteen Eighty-Four) حيث تولى الأخ الأكبر والحكومة السيطرة حرفيًا على ما تسمعه الأمة وتراه وتتعلمه.
تتضمن الأمثلة من الأفلام فيلم جاتاكا (Gattaca) حيث يعتبر المولودين وراثيًا الطبقة العليا والحاكمة، وفيلم في فور فانديتا (V for Vendetta) الذي عبر عن حكومة مستبدة قاسية في بريطانيا. وكان الفيلم الكوميدي الطبقة الحاكمة (The Ruling Class) بمثابة سخرية من طبقة المترفين البريطانية، وهو يصف طبقة النبلاء كطبقة قاسية وتخدم مصالحها الذاتية، والتي يتم وضعها مقابل قريب مجنون يعتقد بأنه يسوع، والذين قالوا إنه يعد «بلشفية دموية».

## كتابات أخرى
- Dogan, Mattei (ed.), Elite Configuration at the Apex of Power, Brill, Leiden, 2003.